# Enrico Armas
Enrico Armas Ponce (Caracas, 23 de noviembre de 1957) es un artista plástico venezolano, hijo del ganador de Premio Nacional de Literatura 1969 Alfredo Armas y Aída Ponce.

## Biografía
Fue el tercer hermano de una familia de siete. Creció en el seno familiar, muy influenciado por su padre, quien desde muy pequeño le cultivó el amor a la lectura. Su mayor entretenimiento fue entre periódicos, revistas, libros y bibliotecas. A los 7 años se muda a Cumaná, luego de 5 años vuelve a Caracas, donde permanece hasta los 20 años. Posteriormente se traslada a Francia para estudiar Arte. Decidió ser artista plástico a los 15 años de edad, y con el apoyo de sus padres comenzó a desarrollar sus talentos.
A los 16 años comienza su actividad expositiva en Caracas, y en el año 1977 obtiene su primer reconocimiento como escultor, siendo galardonado con el Premio Pepino Acquavella del V Salón Nacional de Jóvenes de Caracas. Para 1978 recibe por parte del gobierno francés una beca para estudiar escultura y grabado en la Escuela Nacional Superior de las Artes Decorativas, y en la Escuela de Bellas Artes de París.

## Obras
- Monumento al Hierro (Gran Formato, 1983)[7]
- Piedras Colgantes (Gran Formato, 1983)[7]
- Nido de Pasiones (Gran Formato, 1984)[7]
- Escultura '85 (Gran Formato, 1985)[7]
- Arco Amarillo (Gran Formato, 1989)[7]
- Llovizna (Gran Formato, 1989)[7]
- Concentración para Caracas (Gran Formato, 1991)
- Un Gran Caballo para Mérida, ULA ( Gran formato 1995)
- Concentración para Valencia (Gran Formato, 1983)
- Un Gran Caballo para La Asunción (Gran Formato, 1999)
- Un Gran Caballo para Barquisimeto (Gran Formato, 2001)
- Un Gran Caballo para Mérida (Gran Formato, 2004)
- Un Gran Caballo para Beas (Gran Formato, 2004)
- Caballo de Troya, Las Mercedes (Gran formato, 2017)

## Reconocimientos
- 2018, Maestro Honorario, Universidad Nacional Experimental de Las Artes.
- 1997; Segundo Premio IX Bienal de Miniaturas Gráficas Homenaje a Luisa Palacios
- 198; Premio Julio Morales Lara, Salón Arturo Michelena, Valencia.
- 1986; Segundo Premio Escultura Bienal Maracaibo.
- 1985; Premio Julio Morales Lara, XLII Salón Arturo Michelena, Valencia. Proyecto seleccionado para su realización en Gran Formato Jardín Botánico de Caracas.
- 1984; Premio Bernardo Rubinstein para Gráfica, Valencia. Mención Honorífica en la Bienal de Escultura, Porlamar.
- 1983; Concurso Pieza Monumental en Fundametal, Zona Industrial, Valencia.
- 1977; Premio Pepino Acquavella. Premio Universidad de Carabobo para Escultura, Valencia